# Theriella bertoncelloi
Theriella bertoncelloi är en spindelart som beskrevs av Braul, Lise 2003. Theriella bertoncelloi ingår i släktet Theriella och familjen hoppspindlar. Inga underarter finns listade i Catalogue of Life.